# Corticaria vestigia
Corticaria vestigia is een keversoort uit de familie schimmelkevers (Latridiidae). De wetenschappelijke naam van de soort werd in 1981 gepubliceerd door Wolfgang H. Rücker.